# Pexopsis kyushuensis
Pexopsis kyushuensis là một loài ruồi trong họ Tachinidae.